# Bulevardul Moscova din Chișinău
Bulevardul Moscova (sau Moscovei, până în 1992 bd. Moskovski) se află în sectorul Râșcani și este cuprins între Piața Alecu Russo și Piața Sankt-Petersburg. Are o lungime de 1,7 km. A apărut în anii '60-'70 ai secolului trecut, când au fost construite primele blocuri de locuit din piatră a câte 5-9 nivele. În deceniul următor au fost edificate blocuri de locuit cu 9 nivele, amplasate de-a lungul bulevardului, și cu 16 nivele, la intersecții. Perspectiva bulevardului este încheiată de blocurile de studii ale Universității Tehnice din Moldova. De-a lungul bulevardului se mai află un restaurant McDonald's, supermarket-uri și alte edificii cu utilitate social-economică, cât și un parc-memorial⁠(d).

## Istorie

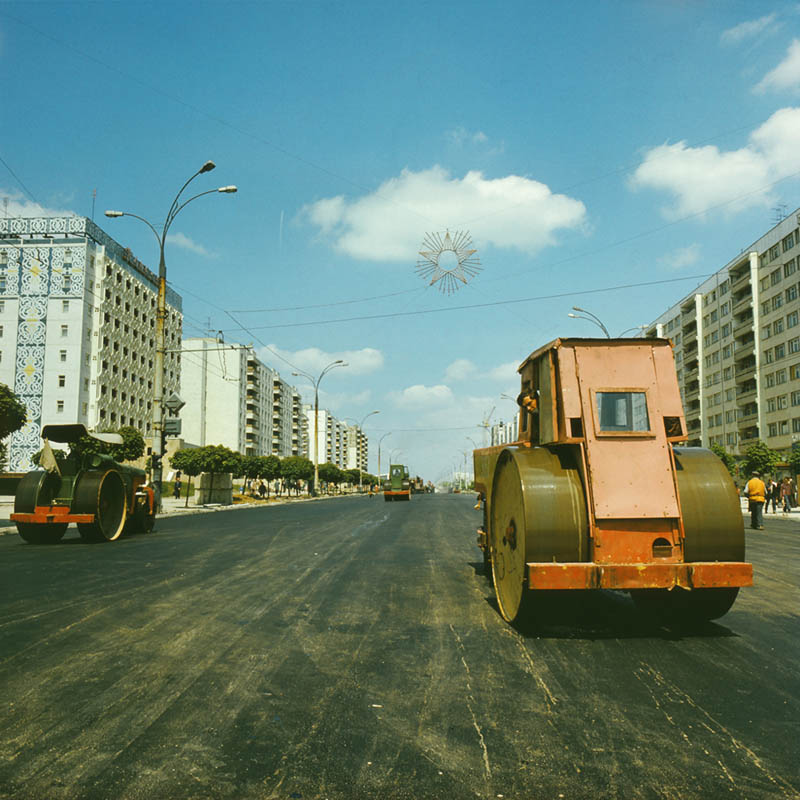
Construcția bulevardului, anul 1980. Vedere dinspre piața Alecu Russo.

Pînă la cel de-al Doilea Război Mondial, suprafața Chișinăului era considerabil mai mică. Actualul sector Râșcani nu era decât o suburbie mică a orașului, avînd tipic doar stradele înguste și clădiri cu un singur nivel. Teritoriul ce aparținea boierului Constantin Râșcanu a fost răscumpărat și anexat de către conducerea orașului la sfârșitul secolului al XIX-lea.
În anul 1921, în zona monumentului detașamentului de voluntari bulgari a fost construit primul aerodrom al Chișinăului. După un timp scurt a apărut și al doilea. Astfel, în locul respectiv erau 2 aerodromuri: unul civil, cu o suprafață de 43 ha, și altul militar, de 18 ha. De-a lungul actualului bulevard Moscova se afla pista de decolare, iar avioanele erau amplasate în zona actualei strazi Dimo.
În timpul războiului, aerodromurile au fost bombardate și distruse. Mai târziu a fost reconstruit doar aerodromul civil, care a funcționat în acest loc până în 1960. Tot începând cu anii ’60, sectorul Râșcani cunoaste o amplă dezvoltare. Au fost construite atât case de tip „Hrușciov”, cât și blocuri multietajate.